# Jo van der Mierden

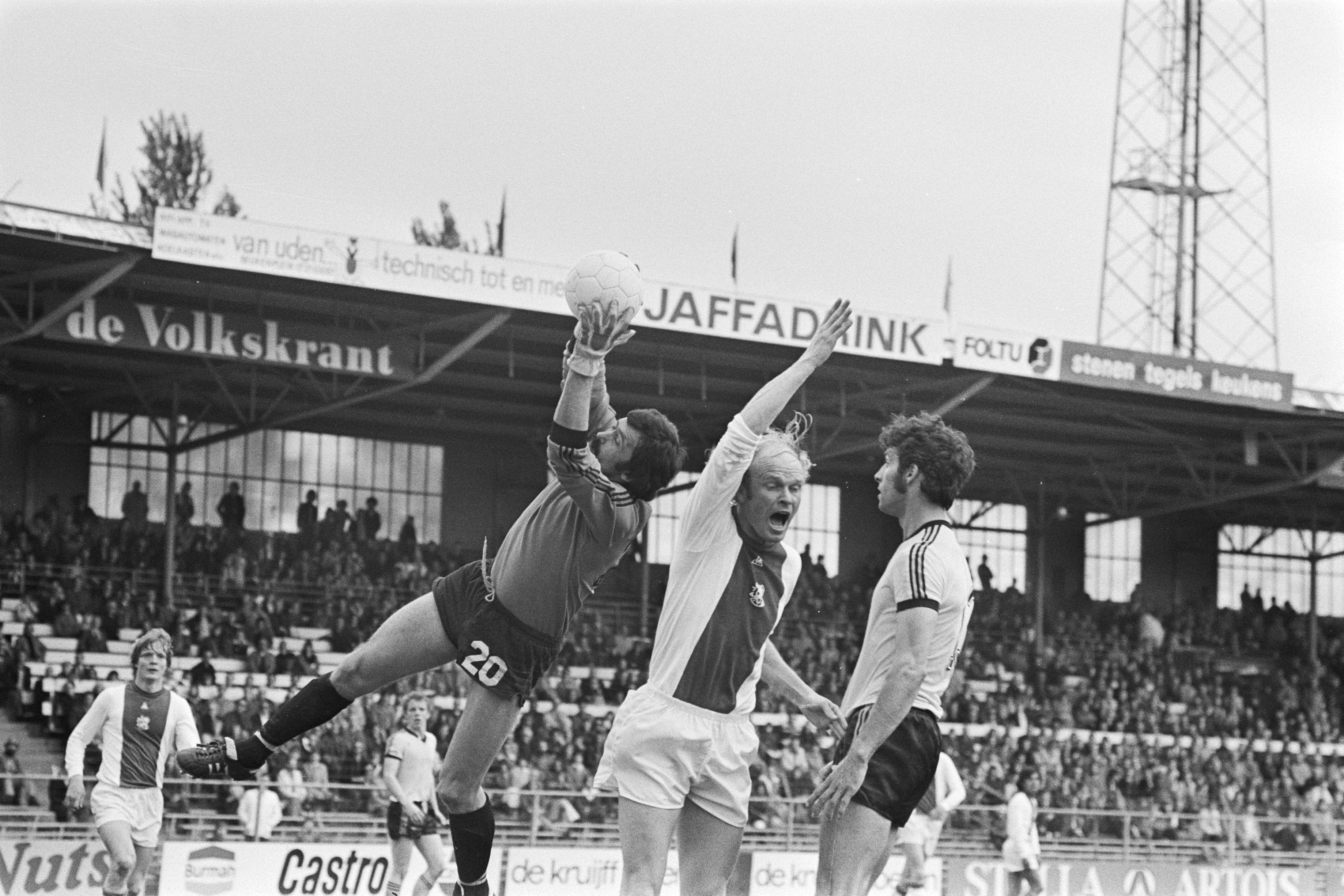
Jo van der Mierden vangt de bal voordat Ruud Geels van Ajax gevaarlijk kan worden

Jo van der Mierden (Kerkrade, 4 september 1948) is een voormalig doelman van Roda JC.
Van der Mierden maakte namens Roda JC uit zijn geboorteplaats Kerkrade in het seizoen 1971/1972 zijn debuut in het betaalde voetbal. Een jaar later werd de doelman met de Limburgers kampioen van de eerste divisie.
Aanvankelijk stond Van der Mierden ook in het debuutseizoen van Roda JC in de eredivisie (1973-1974) tussen de palen, maar halverwege dat seizoen trok Roda doelman Bram Geilman van Feyenoord aan die in de tweede seizoenshelft de voorkeur kreeg boven Van der Mierden.
Ook in de twee daaropvolgende seizoen bleef Van der Mierden tweede keus, waarna hij na afloop van het seizoen 1976-1977 een punt zette achter zijn loopbaan in het betaalde voetbal.